# Joanna Harvelle
Joanna Harvelle az Odaát (Supernatural) című televízióssorozat egyik női mellékszereplője, akit Alona Tal alakít.

## Háttér
Jo Ellen Harvelle lánya, együtt üzemeltetnek Nebraskában egy saját kocsmát, mely a vadászok egyik legkedveltebb találkahelye. 

## 2. évad
Jo az évad elején tűnik fel, amikor is kocsmájukba betoppan Dean és Sam Winchester. Jo anyjával együtt összebarátkozik a fiúkkal, és a lány minden találkozásnál egyre jobban vonzódni kezd Deanhez. Jo egy alkalommal elszökik anyjától, és Winchesterékkel tart egy veszélyes vadászatra, melynek során a lány majdnem meghal. Értesülve erről, Ellen azonnal lányáért utazik és hazaviszi, illetve egy veszekedés közepette elárulja neki, hogy apja a fivérek apja, John miatt halt meg, aki egy akció közepette cserbenhagyta Williamet. Jo ezek után Deanékkel is összeveszik, majd elköltözik anyjától. 
Az évad közepén Samet megszállja egy démon, ami aztán a fiú testében felkeresi és elfogja Jót. A lány segítségére végül Dean siet, és sikeresen megmenti, majd Bobby segítségével űzi ki a gonoszt öccséből. 

## 5. évad
Jo kibékül anyjával, és együtt kezdenek vadászni, azonban az évad elején démonok csapdájába esnek egy másik vadász, Rufus Turnerrel és egy csapat túlélővel együtt egy kisvárosban. Szintén feltűnnek a Winchester fivérek, akik rájönnek, hogy a vérontás hátterében valóban az Apokalipszis egyik lovasa, a Háború áll, aki egymásnak ugrasztotta a környéken élőket, pusztán szórakozásból. Az öt vadásznak végül együttes munkával sikerül megfékeznie Háborút. 